# Arenys de Lledó
Arenys de Lledó (en castellà: Arens de Lledó) és un municipi de la província de Terol a la comarca del Matarranya, a la Comunitat Autònoma d'Aragó. Té una població de 108 habitants (INE 2019) i una extensió de 34,27 km².
La temperatura mitjana anual és de 15,2° i la precipitació anual, 375 mm.

## Geografia
Lo poble d'Arenys de Lledó està situat a la zona més oriental de la província de Terol, dins de la Franja de Ponent, a la comarca del Matarranya, en un vessant muntanyós, a la ribera del riu Algars, que marca el límit amb la Terra Alta  i Catalunya. En esta ribera, es troba el Galeró, que és una zona de banys natural prop del poble molt freqüentat pels seus habitants i visitants.
Destaca en lo seu municipi l'Església de l'Assumpció de Nostra Senyora, de construcció gòtica de carreus (segles xiv i xv) que posseeix un arc passadís d'origen medieval. Al presbiteri es troba una escultura decorativa de dos peixos, emblema d'esta vila. Esta església va ser declarada "Bé d'Interès Cultural lo 8 de febrer de 1983".
Arenys de Lledó es troba molt pròxima a Horta de Sant Joan, Catalunya, coneguda, d'una banda, per ser l'entrada al Parc Natural dels Ports, i, d'altra, perquè Picasso hi va passar una temporada i hi va iniciar la seva etapa cubista. A pocs quilòmetres, la capital cultural del Matarranya, Calaceit, lloc freqüentat per artistes.

## Història
El 1785 va rebre els privilegis de vila.

### Edat del bronze i període iber
Va ser el primer assentament humà a l'aire lliure.
S'han trobat túmuls funeraris en molt bon estat de conservació.

### Època islàmica
Se'n conserva l'«assut» (De l'àrab hispànic assúdd, derivat de l'àrab clàssic sudd 'barrera') construït per a elevar el nivell d'un cabal o riu per tal de derivar-lo a les séquies.

### Edat mitjana
Hi ha les restes de la muralla i a 6 km, a l'ermita de Sant Hipòlit (Sant Pol), hi ha la base d'una columna medieval jalona. També s'hi troba una creu paté templera. Aquest santuari queda avui un centre de peregrinació i celebra un aplec cada any, lo primer dissabte del mes de maig. La tradició diu que és lo lloc on les dones demanaven una bona maternitat. Se puja a l'ermita a través d'un sender flanquejat per xiprers antiquíssims. Se troba en lo lloc, un primitiu ermitori.

### Edat contemporània
La Guerra Civil espanyola (1936-1939) també va sacsejar aquest poble. A la propera localitat de Gandesa, Terra Alta, es troba el centre d'estudis de la batalla de l'Ebre.
A causa de la postguerra i a les grans gelades, es va produir un moviment migratori cap a Barcelona, la seva àrea metropolitana i València, a la recerca de noves oportunitats de treball.

## Monuments

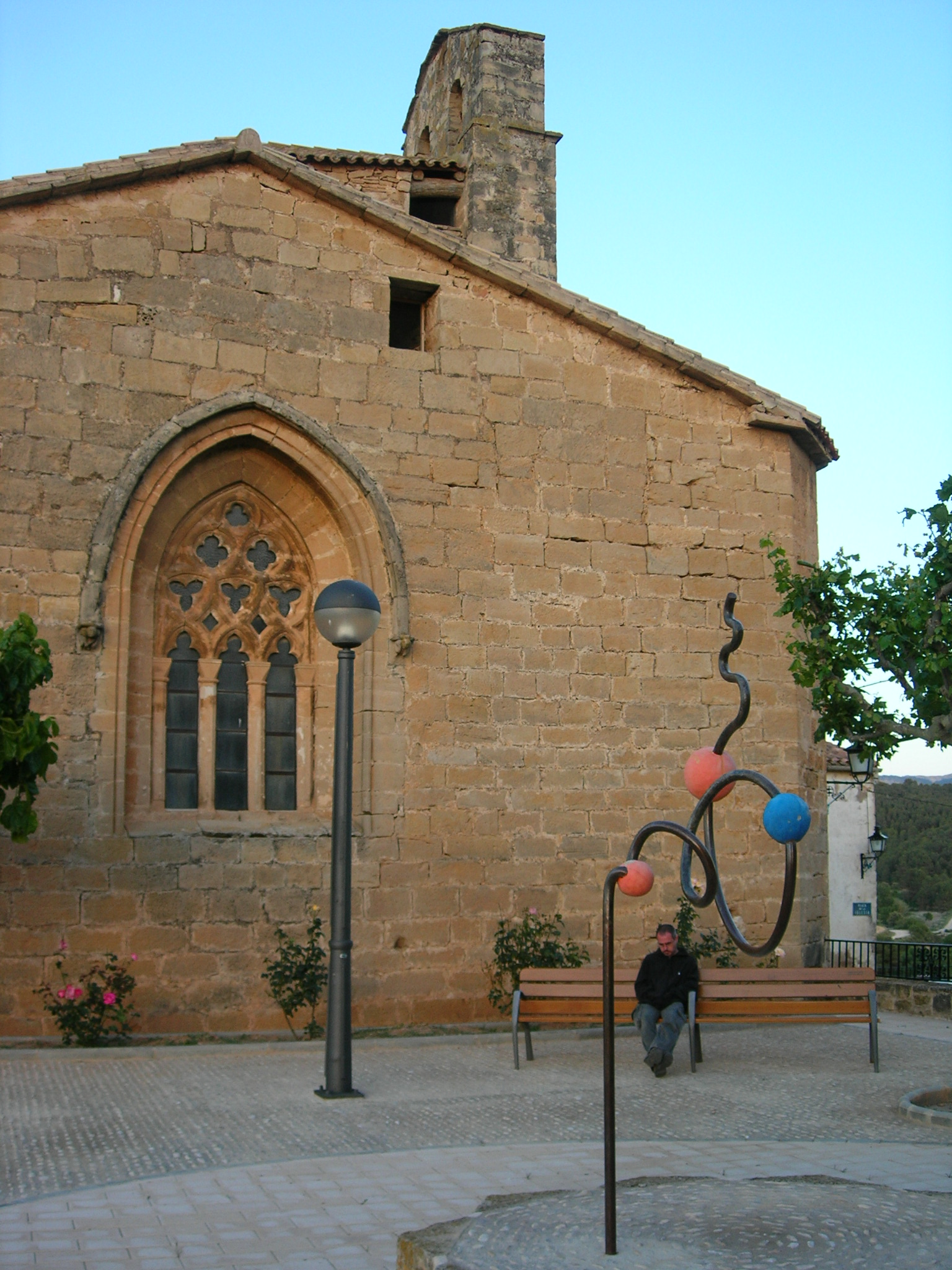
Església de l'Assumpció.

### Església de l'Assumpció
Destaca l'Església de l'Assumpció de la Mare de Déu, de construcció gòtica (segles xiv i xv) que posseeix un arc passadís d'origen medieval. Al presbiteri hi ha una escultura decorativa de dos peixos, emblema d'aquesta vila. Esta església va ser declarada Bé d'Interès Cultural lo 8 de febrer de 1983.

### Ermita de Sant Pol
A 6 km d'Arenys de Lledó, dins del seu terme municipal, s'alça l'ermita de Sant Pol, sobre un antic ermitori de l'època medieval. Flanquejada l'ermita per xiprers, li atorga al lloc un aire místic. De fet, est aire místic i l'enclavament on se troba, va fer que este lloc fos un punt de trobada entre artistes de reconegut nom, que celebraven allí les seues reunions per parlar de llibres, pintures i escultures.
Lo primer dissabte del mes de maig hi té lloc una romeria amb una tradicional missa a l'ermita.

## Economia
L'agricultura és la principal font d'ingressos. Destaquen els cultius de l'olivera, l'ametller i la vinya. L'activitat empresarial, se basa en lo turisme, disposant d'una oferta d'allotjaments rurals, també trobarem petits negocis i una cooperativa agrícola.

## Demografia
A causa de l'atractiu paisatgístic d'este municipi s'ha incrementat lo cens de població vinguda d'altres llocs d'Espanya i fins i tot d'altres països europeus i de Nord-amèrica.

## Cinema
En aquest petit municipi hi ha un cinema que projecta pel·lícules per als socis de l'Associació Cultural El Galeró. Este local disposa d'un escenari recentment reformat, on se preveu representar obres teatrals i actuacions musicals.

## Natura
- Algars

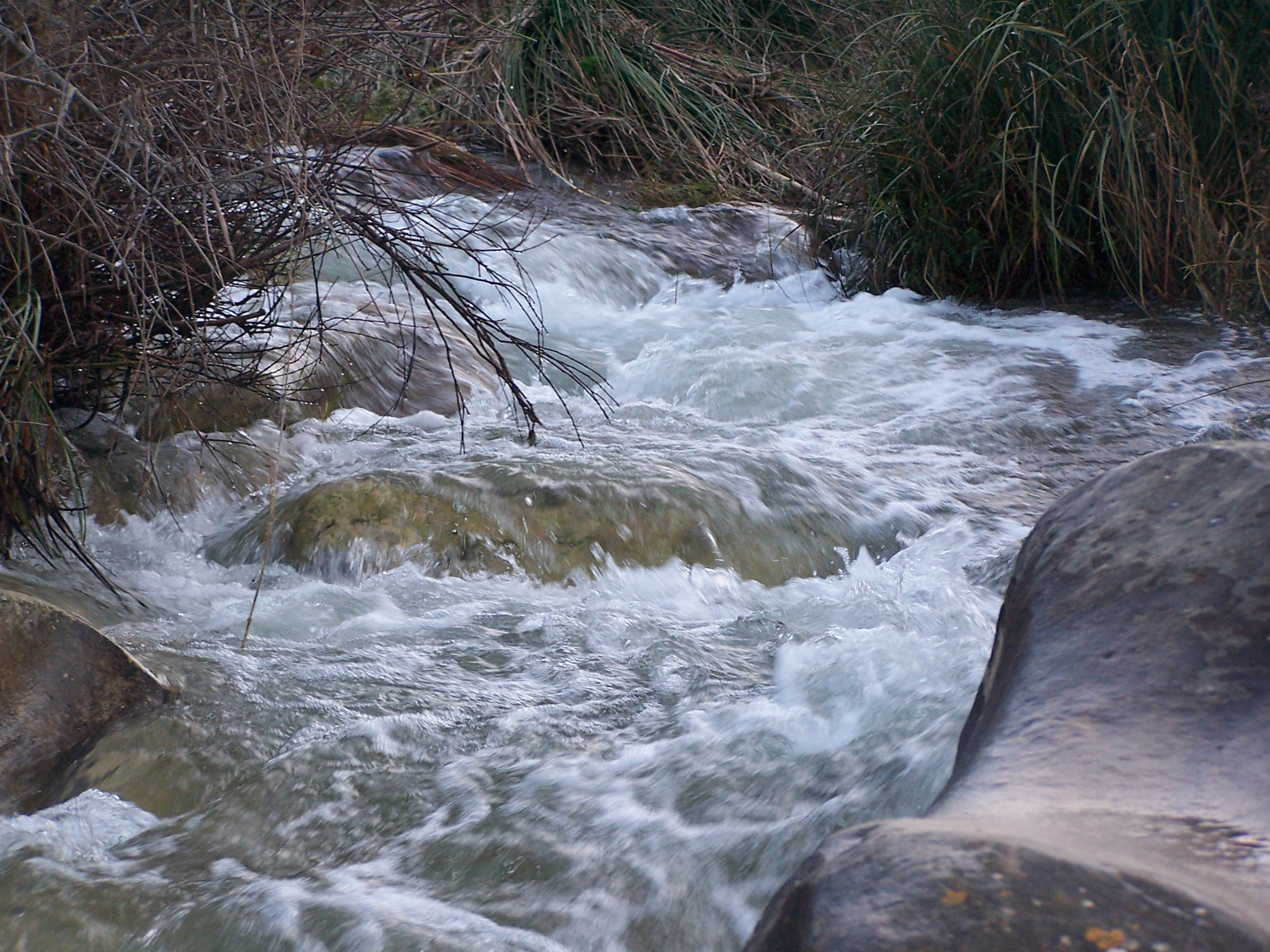
El riu Algars al seu pas per Arenys.

Lo riu Algars se troba entre Catalunya i Aragó. És un afluent del riu Matarranya. Podem trobar-hi: merles d'aigua, crancs autòctons, madrilles, tortugues i barbs culrojos. L'Algars forma en lo seu recorregut basses naturals amb esquerdes en les seues roques que emmagatzemen aigües que conviden al bany los dies calorosos de l'estiu. Molt conegudes les seues piscines naturals, de les quals destaquem: lo Galeró, que és una zona de banys utilitzada per habitants i visitants d'este bonic municipi.
- Aus

Podem veure sobrevolant la zona, a les majestuoses: àguiles reals i cuabarrades. Si ens endinsem en los seus boscos de pins, ens trobarem amb lo bec picapins i el trencapinyes.
- Fauna

Podem amb sort, albirar alguna cabra hispànica i segur que ens trobarem amb esquirols. Si fem un recorregut nocturn, és possible que ens creuem amb algun gat salvatge, geneta i fins i tot amb la guineu.
- Vegetació

Boscos de pinedes del tipus silvestre i negre, boix, ginebres, aurons, teixos, avellaners, alzines, ametllers, oliveres i roures. En los massissos rocosos, també trobarem espècies medicinals i aromàtiques, com la farigola i el romaní.

## Festes
- Vigília de Reis (5 de gener). A la plaça de l'Ajuntament se celebra la Cavalcada de Reis que donen regals als nens i majors, cridant-los pel seu nom. Organitza Església Parroquial.

- Sant Antoni Abat (17 gener o primer dissabte següent). Se subhasten menjars i postres. Lo total de la subhasta és per fer millores i contribuir al sosteniment de l'Església i les seues obres. Organitza Comissió de Sant Pol.

- Santa Àgueda (11 de febrer). Dia de les dones. En este dia les dones veneren la tradició. Acte religiós a favor de Santa Àgueda. Lliurament de la "tetilla". Dinar de dones i actes festius. Organitza Comissió Santa Àgueda.

- Carnestoltes. Recuperant esta festa. Disfresses amb desfilada pels carrers del poble. Organitza Associació Cultural El Galeró.

- Setmana Santa. Processons. Organitza l'Església Parroquial.

- Sant Jordi (23 d'abril). Venda de flors i llibres. Actuació d'un espectacle infantil. Organitza: AMPA i Associació Cultural El Galeró.

- Sant Pol (Lo primer dissabte del mes de maig). Romeria. Tradicional missa a l'ermita, lloc freqüentat pels vilatans i forasters. Menjars familiars i jocs infantils. Tauleta a càrrec dels quintos. Organitzen: Ajuntament Arenys de Lledó, Associació de Sant Pol i Comissió de Festes.

- Sant Cristòfol (10 de juliol). Benedicció de vehicles. Organitza: Església Parroquial. Sopar de germanor al Poliesportiu: Organitza: Comissió de Festes.

- Setmana Cultural (6 al 10 d'agost). Organitza Associació Cultural El Galeró, diferents actes culturals i musicals. Concurs de truites.

- Festes Majors (Del 12 al 16 d'agost). Organitza Comissió de Festes.

- Fira de l'Ametlla (Cap de setmana més proper a la festivitat del Pilar 12 d'octubre). Recuperació d'una de les festes patronals. Fira en què s'ofereixen tapes elaborades amb ametlles, degustacions de productes, xerrades tècniques sobre el cultiu dels ametllers i venda de productes artesanals. Organitza la comissió de la Fira de l'Ametlla, creada dins de l'Associació Cultural EL Galeró.

## Associacions
- Associació cultural El Galeró, organitza diversos tallers i actes durant tot l'any.
- AMPA, organitza actes infantils, alguns d'ells en col·laboració amb l'Associació cultural El Galeró.
- Comissió Església parroquial, encarregada de la preparació d'actes i festes religioses i de l'arranjament i decoració de l'Església, catalogada com a Bé d'Interés.
- Comissió de Santa Àgueda, encarregada d'organitzar el dia de les dones al mes de febrer.
- Comissió de Sant Pol, encarregada de l'arranjament i decoració de l'ermita de Sant Pol.
- Comissió de la fira, s'encarrega de l'organització de la fira de l'ametlla.
- Comissió de festes, encarregada de l'organització de les festes patronals.
- Junta Local de l'AECC (Associació espanyola contra el càncer). Primera Junta constituïda a la comarca del Matarranya.
- Associació de jubilats I pensionistes "El Raig".

L'Associació Cultural El Galeró, organitza diversos tallers i actes lúdics per a totes les edats durant tot l'any.